# 弗朗西斯·奧貝恩
弗朗西斯·奧貝恩（1833年-1899年4月11日），是爱尔兰自治联盟政治家。1876年至1885年担任利特裡姆選區国会议员。
1874年奧貝恩首次競選莱特里姆選區國會議員，最終落選，其後在1876年補選中當選，並一直擔任議員直到1885年該席位廢除爲止。